# Хајдук против ветрењача
Хајдук против ветрењача је роман за децу савременог српског дечјег књижевника Градимира Стојковића објављена 1989. године у издању издавачке куће "Вук Караџић" из Београда. Роман је од првог издања доживео још многа издања.

## О писцу
Градимир Стојковић је рођен у банатском селу Мраморак, 3. марта 1947. године. Живео је у Вршцу и Панчеву, а данас живи и ствара у Београду. Студирао на Факултету политичких наука (журналистику) и Педагошко-техничком факултету. Градимир Стојковић је књижевник, био запослен у библиотеци „Лаза Костић” у Библиотеци града Београда. Добитник је многих значајних књижевних награда. Све књиге су доживеле више издања. Песме и приче су му преведене на енглески, француски, немачки, италијански, руски, словачки, бугарски, румунски, мадјарски, македонски и словеначки језик.

## О књизи
Књига Хајдук против ветрењача је четврти део, и друга написана књига од девет о Глигорију Пецикози Хајдуку. Серијал је скуп прича о одрастању, уклапању и о недоумицама младих, који у себи носи универзалне поруке о пријатељству и заједништву.

## Радња
Глигорије Пецикоза Хајдук је ученик другог разреда гимназије. Са разредним старешином, Фрицом, је стално у сукобу. Отац му одлази да ради у иностарнство и тада се ситуација погоршаав. Али, то није најгоре - појављује се нови наставник и злогласна браћа Бранић. 
Хајдук против ветрењача је прича о "најтежем", али и о најлепшем добу одрастања и сазревања.

## Главни ликови
- Глигорије Хајдук
- Весна Ђукић
- Хималаја
- Саша
- Гото
- Вера
- Каћа
- Роберта Лукић
- Влада Индијанац
- Зоран Савић Цоле
- Разредни старешина Фриц
- Браћа Вранић